# Paul Janes
Paul Janes (11 de març d e 1912 - 12 de juny de 1987) fou un futbolista alemany de la dècada de 1930.
Fou 71 cops internacional amb la selecció alemanya amb la qual participà en la Copa del Món de futbol de 1934 i 1938.
Pel que fa a clubs, defensà els colors de Fortuna Düsseldorf durant quasi tota la seva carrera.